# بيتر كيرن
بيتر كيرن (بالألمانية: Peter Kern)‏ (و. 1949 – 2015 م) هو مخرج سينمائي، وممثل، وكاتب سيناريو، ومنتج أفلام، وممثل مسرحي، وممثل أفلام، وكاتب من النمسا . ولد في فيينا.
توفي عن عمر يناهز 66 عاماً.

## جوائز
حصل على جوائز منها:
- النيشان الذهبي لولاية فيينا.

## روابط خارجية
- بيتر كيرن على موقع IMDb (الإنجليزية)
- بيتر كيرن على موقع ألو سيني (الفرنسية)
- بيتر كيرن على موقع أول موفي (الإنجليزية)
- بيتر كيرن على موقع قاعدة بيانات الأفلام السويدية (السويدية)
- بيتر كيرن على موقع ديسكوغز (الإنجليزية)
- بيتر كيرن على موقع قاعدة بيانات الفيلم (الإنجليزية)
- بيتر كيرن على موقع كينوبويسك (الروسية)
- بيتر كيرن على موقع كينوبويسك (الروسية)